# Gary Oakes
Gary James Oakes (21 settembre 1958) è un ex ostacolista britannico.

## Palmarès
- Giochi olimpici

Mosca 1980: bronzo nei 400 metri ostacoli.